# Framework
Em desenvolvimento de software, o framework é uma estrutura guia com padrões e ferramentas reusáveis para desenvolver programas computacionais de forma rápida; ou seja, é uma abstração que une códigos fontes comuns em vários projetos de software, provendo assim uma funcionalidade genérica. Um framework pode atingir uma funcionalidade específica, por configuração, durante a programação de uma aplicação. Ao contrário das bibliotecas, é o framework quem dita o fluxo de controle da aplicação, chamado de Inversão de Controle.

## Conceito
Um framework ou arcabouço conceitual, é um conjunto de conceitos usado para resolver um problema de um domínio específico. Framework conceitual não é de um software executável, mas sim de um modelo de dados para um domínio. Framework de software compreende de um conjunto de classes implementadas em uma linguagem de programação específica, usadas para auxiliar o desenvolvimento de software.
O framework atua onde há funcionalidades em comum a várias aplicações, porém para isso as aplicações devem ter algo razoavelmente grande em comum para que o mesmo possa ser utilizado em várias aplicações.
Padrões de projeto de software não se confundem com frameworks, pois padrões possuem um nível maior de abstração. Um framework inclui código, diferentemente de um padrão de projeto. Um framework pode ser modelado com vários padrões de projeto, e sempre possuem um domínio de uma aplicação particular, algo que não ocorre nos padrões de projeto de software.

Framework é um conjunto de classes que colaboram para realizar uma responsabilidade para um domínio de um subsistema da aplicação.— Fayad e Schmidt
Frameworks possuem vantagens, tais como: maior facilidade para a detecção de erros, por serem peças mais concisas de software; concentração na abstração de soluções do problema que estamos tratando; eficiência na resolução dos problemas e otimização de recursos.

### Partes
Frozenspots são as partes fixas de um framework, também conhecidos como hook points. São serviços já implementados pelo framework. Normalmente realizam chamadas indiretas aos hotspots.
Hotspots são as partes flexíveis de um framework. São pontos extensíveis, necessitam de complementação por funcionalidades/serviços que devem ser implementados. Hotspots são partes nas quais os programadores que usam o framework adicionam o seu código para especificar uma funcionalidade de sua aplicação. São invocados pelo framework, ou seja, classes (implementadas pelo programador da aplicação) recebem mensagens de uma classe do framework (frozenspot). Isso geralmente é implementado através de herança e de métodos abstratos.

## Tipos

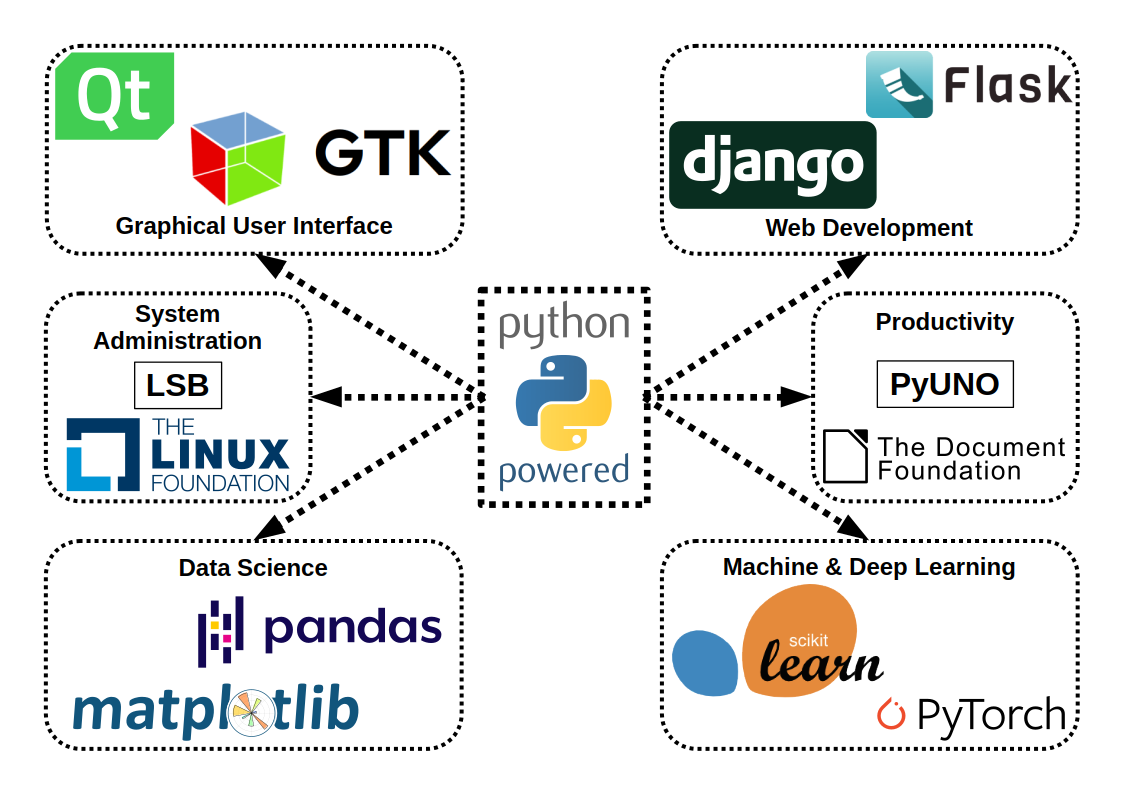

Frameworks verticais são confeccionados através da experiência obtida em um determinado contexto específico. Esses são mais comumente chamados de frameworks especialistas. Tentam resolver problemas de um domínio e são usados em vários softwares do mesmo domínio. Exemplos: framework financeiro, recursos humanos.
Após alguns projetos em um domínio específico, serão percebidos pontos semelhantes entre estes projetos; E é com base nesses pontos que será construído o framework vertical (especialista).
Frameworks horizontais não dependem do domínio da aplicação e podem ser usados em diferentes domínios. Exemplos: Interfaces gráficas, persistência, transação.

### Orientação a objetos
Especificamente em orientação a objetos, framework é um conjunto de classes com objetivo de reutilização de arquitetura de software, provendo um guia para uma solução em um domínio específico de software. Framework se diferencia de uma simples biblioteca, pois esta se concentra apenas em oferecer implementação de funcionalidades, sem definir a reutilização de uma solução de arquitetura.
Muitos engenheiros acreditam que a arquitetura é determinada pelos requisitos e por isso esperam que a fase de engenharia de requisitos esteja finalizada para então iniciar sua. Porém, apenas uma fração dos requisitos específicos do sistema têm influência na arquitetura. A identificação dos requisitos que são significantes para a arquitetura pode ser respondida através de um framework conceitual desenvolvido especialmente para um domínio específico, uma vez que esta resposta é muito dependente do domínio. Avançar para a fase de projeto ou mesmo iniciar a implementação do sistema não quer dizer que a definição da arquitetura esteja finalizada. Isto significa que o detalhamento obtido até então já é suficiente para prosseguir com o projeto de uma parte do sistema.

## Administração de empresas
Em administração, um framework é uma estrutura conceitual básica que permite o manuseio homogêneo de diferentes objetos de negócio. Serve para incrementar a disciplina de gestão e predefinir entregáveis comuns para cada objeto de negócio.
Pode ser visto também como uma tática bem definida para manipular com destreza ambientes organizacionais complexos. Um framework deve prover sugestões de solução para uma família de problemas semelhantes.
Exemplos de frameworks para gestão: ISO 9000, ISO 14000, OHSAS 18000, ITIL, COBIT, CMM, HACCP, SCRUM.